# Sozai Saishuka no Isekai Ryokōki
Sozai Saishuka no Isekai Ryokōki (素材採取家の異世界旅行記?) es una serie de novelas ligeras japonesas escritas por Masuo Kinoko e ilustradas por Senbon Umishima, Katsuki Onda y Susumu Kuroi. La serie fue publicada originalmente en línea desde julio de 2016, AlphaPolis ha publicado dieciséis volúmenes de la serie desde enero de 2017. 
Una adaptación al manga ilustrada por Tomozo comenzó a publicarse en línea a través del sitio web de manga de AlphaPolis en diciembre de 2017 y se ha recopilado en ocho volúmenes tankōbon. El manga se publica digitalmente en inglés a través de Alpha Manga. Una adaptación al anime producida por Tatsunoko Production y SynergySP se estrenará en octubre de 2025.

## Personajes
Takeru (タケル?)
 Seiyū: Nobunaga Shimazaki
Bee (ビー Bī?)
 Seiyū: Ayasa Itō
Brolite (ブロライト Buroraito?)
 Seiyū: Makoto Koichi

## Contenido de la obra

### Manga
Una adaptación del manga ilustrada por Tomozo comenzó a serializarse en el sitio web de manga de AlphaPolis el 13 de diciembre de 2017. Los capítulos del manga se han recopilado en ocho volúmenes tankōbon hasta agosto de 2024.

### Anime
Se anunció una adaptación televisiva al anime el 10 de marzo de 2025. La serie está producida por Genco, animada por Tatsunoko Production y SynergySP, y dirigida por Yoshinori Odaka. Gigaemon Ichikawa se encarga de la composición, Mayumi Watanabe del diseño de personajes y Hiroshi Takaki de la música. Su estreno está previsto para octubre de 2025. El tema de apertura lo interpreta Nornis. Muse Communication obtuvo la licencia de la serie en el Sudeste Asiático y en el Sur de Asia.

## Recepción
La serie ganó el premio de los lectores "The AlphaPolis 9th Fantasy Novel Grand Prize" y tiene 1,73 millones de copias en circulación.